# Lill-Babs

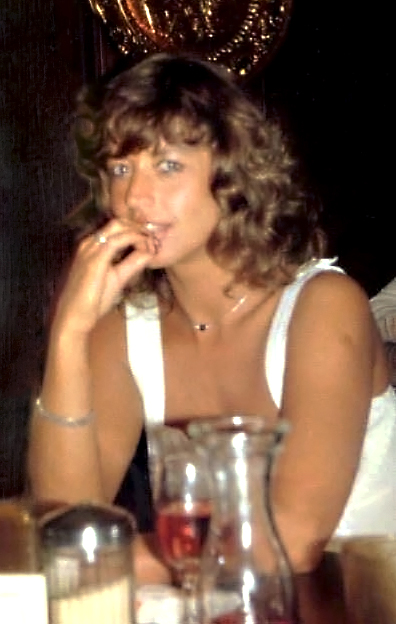
Lill-Babs (1976)

Lill-Babs, in Deutschland auch Lil Babs oder Lill Babs, bürgerlich Barbro Margareta Svensson (* 9. März 1938 in Järvsö, Gemeinde Ljusdal; † 3. April 2018 in Östermalm, Stockholm), war eine schwedische Schlagersängerin und Schauspielerin. Der Name bedeutet „Klein-Babs“. Ihre deutsche Plattenfirma Polydor schrieb ihren Namen anfänglich auch Lil Babs und stets ohne Bindestrich.

## Biografie
Im Alter von 15 Jahren wurde Lill-Babs, die sich schon als Kind für amerikanische Musikfilme begeisterte und ihre ersten öffentlichen Auftritte als Elfjährige hatte, von Simon Brehm als Sängerin entdeckt. Er engagierte das junge Mädchen Anfang 1954 für eine seiner Volkspark-Tourneen und gab ihr ihren Künstlernamen in Anlehnung an die 14 Jahre ältere und bereits als Jazz- und Schlagersängerin etablierte Alice Babs, mit der keine Verwandtschaft besteht. Noch im selben Jahr folgte Lill-Babs’ Debüt im Rundfunk und ihre erste Schellackplatte mit dem Titel Min mammas boogie.
In den folgenden Jahren veröffentlichte sie vor allem zahlreiche schwedische Coverversionen amerikanischer Hits wie Que Sera, Sera, Itsy Bitsy Teenie Weenie Yellow Polka Dot Bikini oder Kiss Me Honey Honey Kiss Me auf Schallplatte. 1956 hatte sie ihre erste Nebenrolle in der Filmkomödie Suss gott; es folgten weitere Filme, unter anderem mit dem Komikerduo Carl-Gustaf Lindstedt und Arne Källerud, mit dem sie auch im Revuetheater Nöjeskatten in Stockholm auftrat. 1960 erreichte sie mit dem von Stikkan Anderson geschriebenen Titel Är du kär i mig ännu, Klas-Göran? Platz 1 der schwedischen Charts. 1960 und 1961 nahm sie am Melodifestivalen teil und vertrat 1961 ihr Heimatland beim Grand Prix Eurovision mit dem Titel April, april, der in der Vorentscheidung von Siw Malmquist gesungen worden war. Lill-Babs erreichte nur den vorletzten Platz.

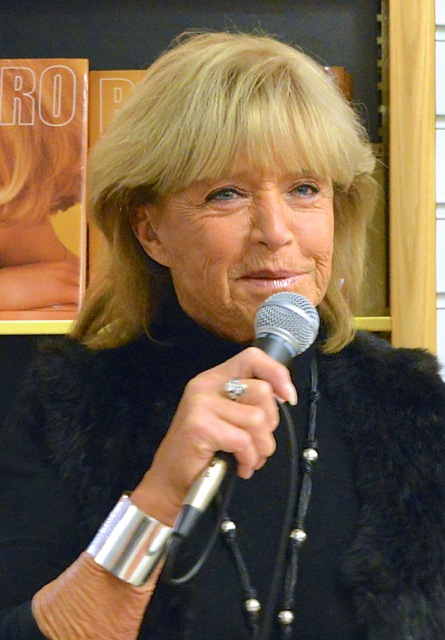
Lill-Babs (2013)

Im selben Jahr bemühte sich der deutsche Musikmanager Stefan von Baranski, Lill-Babs auf dem deutschen Musikmarkt unterzubringen. Er handelte einen Vertrag bei der in Deutschland führenden Plattenfirma Polydor aus. Der von Werner Scharfenberger und Fini Busch komponierte Titel Wo finde ich den Mann?, der auf ihrer ersten deutschen Single im Mai 1961 erschien, fand zugleich in der Fernsehshow Zu jung um blond zu sein und im Schlagerfilm Isola Bella Verwendung. In der ersten Hälfte der 1960er Jahre erschienen in Deutschland zahlreiche weitere Singles, die sich jedoch in den Hitlisten nicht platzieren konnten. Im bundesdeutschen Fernsehen trat Lill-Babs häufig in Fernsehshows auf, so z. B. in Skandinavien-Import, Das gibt’s doch zweimal (mit Thomas Fritsch) oder 12 × 2 in einer großen Stadt (mit Peter Kraus). Außerdem unternahm Babs Tourneen mit Max Greger und Hazy Osterwald, bei denen ihre Liveauftritte Anerkennung fanden.
Für Schlagzeilen sorgte ihre zunächst geheim gehaltene Beziehung mit ihrem Sängerkollegen Peter Kraus, mit dem sie zwei Duett-Singles aufgenommen und 1964 eine Tournee durch die DDR unternommen hatte. Die Beziehung endete noch Mitte der 1960er Jahre. Während Polydor 1966 den Plattenvertrag mit Lill-Babs auslaufen ließ und sich auch keine andere deutsche Plattenfirma für sie interessierte, blieb sie in Schweden weiter ein gefragter Star. Dort ging sie 1969 auf Tournee, nahm 1973 zum dritten Mal am Melodifestivalen teil und trat 1974 als Hauptdarstellerin in dem Musical Annie Get Your Gun auf. 1977 stand sie zusammen mit Sammy Davis jr. bei dessen Skandinavien-Tour auf der Bühne. Die Texte für ihre Lieder wurden nun anspruchsvoller und stammten oft aus der Feder von Barbro Hörberg, Beppe Wolgers oder Lars Forssell. Seit den 1980er Jahren moderierte sie auch Fernsehshows. Ab 1995 trat Lill-Babs im Rahmen einer großen Bühnen-Show mehrmals mit ihren Kolleginnen Siw Malmkvist, Wencke Myhre und Ann-Louise Hanson auf.
In Deutschland konnte sie mit Comeback-Versuchen wie der 1976 veröffentlichten Langspielplatte Willkommen auf Erden nicht an frühere Erfolge anknüpfen.
Lill-Babs war von 1965 bis 1968 mit Lasse Berghagen verheiratet und hatte mit ihm ihre mittlere Tochter Malin Berghagen (* 11. Mai 1966), die auch als Sängerin und Schauspielerin Karriere machte. Ihre älteste Tochter Monica Svensson wurde 1955 geboren. Mit dem norwegischen Fußballnationalspieler Kjell Kaspersen war sie 1969–1973 verheiratet; ihre Tochter ist die Fernsehmoderatorin Kristin Kaspersen (* 30. September 1969).
Lill-Babs kam im März 2018 wegen Herzrhythmusstörungen ins Krankenhaus und starb kurz nach ihrem 80. Geburtstag, nachdem kurz zuvor auch Brustkrebs festgestellt worden war.

## Deutsche Singles
- Wo finde ich den Mann? / Heut’ Nacht im Sternenschein (als Lil Babs), 1961
- Amore, Amore, Amore / Good-Bye Cowboy (als Lil Babs), 1961
- Yes, Mister Superman / Aber Du (als Lill Babs), 1961
- Blue Boy / Heja, heja ein Sombrero (als Lill Babs, Label Nur Die), 1962
- Das macht die Liebe / Weil es so schön ist bei Dir (als Lil Babs mit Peter Kraus), 1962
- Wir jungen Leute / Tschau, Tschau – Auf Wiederseh’n (mit Ted Herold), 1962
- Holl-Dolly-Day / Das weiß sogar der kleinste Spatz, 1962
- Glaub’ an mich / Daß ich Dich liebe, 1963
- Baby, laß Deine Sorgen Sorgen sein / Kleines Schiff auf großer Reise, 1963
- Noch einmal und noch einmal / Belle Mademoiselle, 1963
- Sonne, Pizza und Amore / Mein Liebling ist mir treu (mit Peter Kraus), 1964
- Wow Wow Wee / Hand auf’s Herz, Mon Ami, 1964
- So sind alle Männer / Doch dann kam Rosamaria, 1965
- Hopsassa / Wer hat meinen Jo geseh’n?, 1965
- Weekend und Sonne / Andere sind genauso lieb wie Du, 1966
- Willkommen auf Erden / Schlaf ein mein Kind, 1976

## Filmografie (Auswahl)
- 1961: Im schwarzen Rößl
- 1961: Isola Bella
- 1962: Die türkischen Gurken
- 1963: Die lustigen Vagabunden
- 2017: Die Patchworkfamilie (Bonusfamiljen)